# Margit Bussmann
Margit Bussmann (* 1968) ist eine deutsche Politikwissenschaftlerin.

## Leben
Sie erwarb 1994 das erste Staatsexamen an der PH Weingarten, 1997 den M.A. in Politikwissenschaft an der University of Alabama und 2001 den Ph.D. in Politikwissenschaft an der University of Alabama. Nach der Habilitation 2009 in Politikwissenschaft an der Universität Konstanz ist sie seit 2010 Professorin für Internationale Beziehungen und Regionalstudien an der Universität Greifswald.

## Schriften (Auswahl)
- mit Indra De Soysa und John R. Oneal: The effect of foreign investment on economic development and income inequality. Bonn 2002.
- als Herausgeberin mit Andreas Hasenclever und Gerald Schneider: Identität, Institutionen und Ökonomie. Ursachen innenpolitischer Gewalt. Wiesbaden 2009, ISBN 3-531-16033-8.
- mit Gerald Schneider: Strategie, Anarchie oder fehlendes internationales Engagement? Zur Logik von einseitiger Gewalt in Bürgerkriegen. Osnabrück 2012.